# Silly Putty

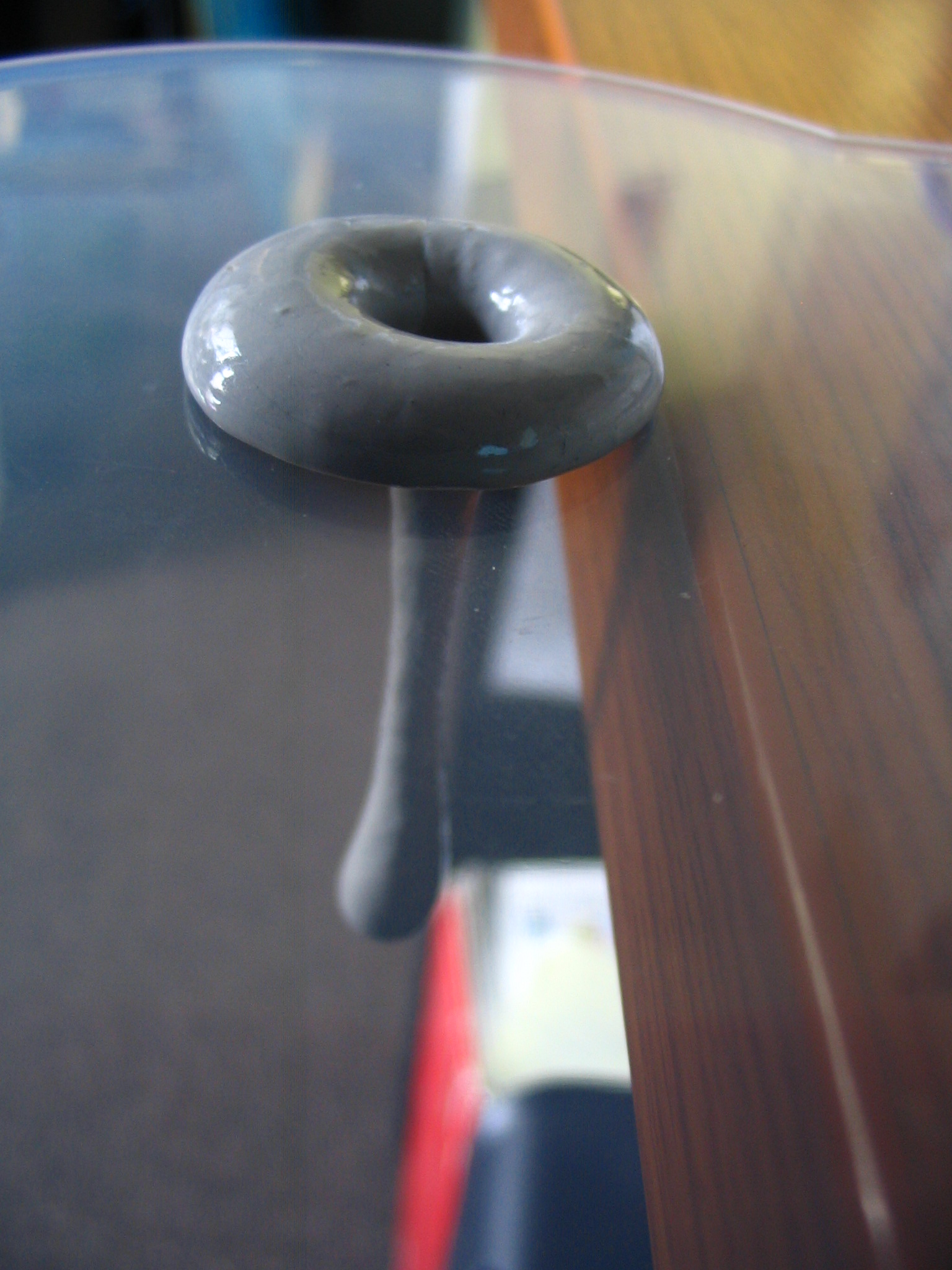
Silly Putty colándose por un agujero

Silly Putty (también conocida como boligoma y masilla pensadora) es un juguete, fabricado a partir de una masa informe de polímeros de silicona tratado con ácido bórico, que exhibe propiedades físicas inusuales, en particular tiene un comportamiento viscoelástico notable, dependiendo su viscosidad de la fuerza aplicada de manera no lineal. Fue creado originalmente de forma accidental, durante la investigación de posibles sustitutos de la goma para su uso por los Estados Unidos durante la Segunda Guerra Mundial.
El nombre de Silly Putty es una marca registrada de Crayola LLC, fabricante que tiene su sede en Easton, Pensilvania. Otros fabricantes utilizan nombres como boligoma y masilla rebotante para denominar a la "masilla tonta".

## Características

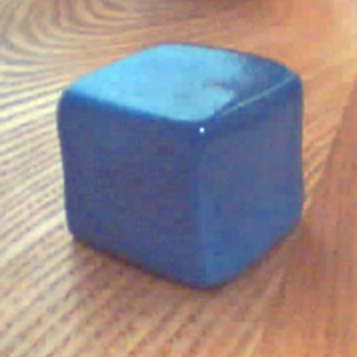
Silly Putty mostrado en forma de cubo sólido

Silly Putty  es  bastante buen adhesivo. Es una plastilina hecha a base de petróleo, se podría utilizar para transferir imágenes de periódicos a otras superficies. Trabajos más recientes con tintas a base de soja son más resistentes a esta característica.
Silly Putty se disuelve cuando entra en contacto con un alcohol; después de que se evapore el alcohol, el material no exhibirá sus propiedades originales.